# Fanny Horn Birkeland
Fanny Horn Birkeland (n. 8 martie 1988, Oslo, Norvegia) este o biatlonistă ce a reprezentat Norvegia, medaliată olimpică. A participat la o ediție a Jocurilor Olimpice (2014) în care a câștigat o medalie de bronz.

## Participări
Lista de mai jos prezintă principalele competiții la care a participat Fanny Horn Birkeland de-a lungul carierei.
- biathlon at the 2014 Winter Olympics – women's relay[*]